# 均坪镇
均坪镇，是中华人民共和国湖南省怀化市溆浦县下辖的一个乡镇级行政单位。

## 行政区划
均坪镇下辖以下地区：
新建街社区、先锋村、白雾头村、思茅坪村、老屋场村、水桐湾村、胡家溪村、老王界村、王里坑村、板溪村、向家塘村、来坡湾村、老窑上村、明家塘村、岩落湾村、长坪村和雷鸣溪村。